# NGC 228
NGC 228 este o galaxie spirală barată situată în constelația Andromeda. A fost descoperită în 10 octombrie 1879 de către Édouard Stephan.